# Ricardo Sidicaro
Ricardo David Sidicaro (11 de octubre de 1941-Buenos Aires, 2 de junio de 2025) fue un sociólogo, politólogo, profesor universitario, investigador y autor argentino.

## Biografía
Durante el proceso, estuvo exiliado en Francia. Obtuvo su doctorado en sociología en la École des Hautes Études en Sciences Sociales de París.
Fue investigador del Consejo Nacional de Investigaciones Científicas y Técnicas (CONICET), profesor de la Universidad de Buenos Aires en la Facultad de Ciencias Sociales y de la Universidad Nacional del Litoral en la Facultad de Humanidades y Ciencias. Organizó y dirigió además la licenciatura en Sociología de la UNTREF. Su obra analiza las transformaciones sociopolíticas argentinas y latinoamericanas, en particular las vinculadas al peronismo. Fue coordinador general de la revista Sociedad de la Facultad de Ciencias Sociales y dirigió la serie Estudios Durkheimnianos que editada en España. Colaboró habitualmente en el diario Página/12. 
En 2006 la Fundación Konex le otorgó el diploma al mérito por sus aportes a la sociología.

## Obra
- Las Sociologías de Marx, Durkheim y Weber. Buenos Aires: Siglo XXI, 2022. ISBN 978-987-801-176-9
- La política mirada desde arriba: las ideas del diario La Nación (1909-1989). Buenos Aires: Sudamericana, 1993. ISBN 950-07-0845-0
- Juan Domingo Perón: la paz y la guerra. Buenos Aires: Fondo de Cultura Económica, 1996. ISBN 950-557-223-9
- Las raíces del presente: ideas y anclajes políticos en el siglo XX. Buenos Aires: Fundación OSDE, 1997. ISBN 987-96305-1-3
- La Argentina de los jóvenes: entre la indiferencia y la indignación (con Emilio Tenti Fanfani, compiladores) Buenos Aires: Losada, 1998. ISBN 950-03-7184-7
- La crisis del Estado y los actores políticos y socioeconómicos en la Argentina (1989-2001). Buenos Aires: Eudeba, 2003.
- Los tres peronismos: Estado y poder económico, 1946-55 / 1973-76 / 1989-99. Buenos Aires: Siglo XXI, 2005. ISBN 978-987-98701-6-7